# Hướng Trung Phát
Hướng Trung Phát (giản thể: 向忠发; phồn thể: 向忠發; bính âm: Xiàng Zhōngfǎ, 1880 - 1931) là một trong những lãnh đạo cấp cao đầu tiên của Đảng Cộng sản Trung Quốc, Tổng Bí thư thứ III của Đảng.
Hướng Trung Phát sinh vào năm 1880, trong một gia đình nghèo ở Thượng Hải. Năm 14 tuổi, ông học việc trong một nhà máy sản xuất vũ khí ở Vũ Hán. Sau đó vài năm, Hướng Trung Phát được bầu làm lãnh đạo công đoàn nhà máy. Năm 1921, Hướng Trung Phát gia nhập Đảng Cộng sản Trung Quốc.
Tại Đại hội lần thứ sáu Đảng Cộng sản Trung Quốc họp từ ngày 18 tháng 6 đến ngày 11 tháng 7 năm 1928, tại Moskva, Liên Xô. Hướng Trung Phát được bầu làm Tổng Bí thư. Tuy nhiên sau đó Lý Lập Tam vào Bộ Chính trị là người nắm thực quyền lãnh đạo Đảng cho đến tháng 9 năm 1930.
Năm 1931, do không chịu nổi sự tra tấn của mật vụ Quốc dân đảng, Cố Thuận Chương, một ủy viên Bộ Chính trị phụ trách an ninh, tình báo đã khai ra Hướng Trung Phát. Hướng Trung Phát bị bắt và xử tử vào ngày 24/6/1931.